# Newforestpony
De newforestpony is een ponyras dat zijn oorsprong vindt op de Britse Eilanden.

## Geschiedenis
Er wordt al gerefereerd aan de pony in 1016, te New Forest, een Engels district, tussen Southampton en Bournemouth. In die tijd waren het nog rasechte pony's, die later veredeld werden met paardenrassen als de Arabier en de Engelse volbloed zodat ze sneller en iets groter werden. Vroeger werd de newforestpony vooral gebruikt als trekdier in de landbouw en voor het vervoer van mensen.
Er leven in landelijke gebieden en de bossen in New Forest nog pony's die net niet echt wild zijn, maar toch nog in kuddes in de vrije natuur grazen. Deze hebben vaak wel een eigenaar en staan dan onder toezicht van iemand die tegen vergoeding de paarden in de gaten houdt.

## Rijpony voor kinderen
Rond 1957 kwamen de eerste newforestpony's naar Nederland, vooral om gebruikt te worden als pony waarop kinderen prettig kunnen rijden. De newforestpony heeft ruimere en soepelere gangen dan de shetlandpony, die vaak gebruikt wordt voor de allerkleinsten. De newforestpony's waren voor Nederlanders aantrekkelijk omdat het sterke pony's zijn, die graag werken en vriendelijk zijn voor mensen. In 1957 werd het stamboek opgericht en de newforestpony werd in de daaropvolgende jaren enorm populair in Nederland. Sommige andere ponyrassen werden pas in de jaren 1960 naar Nederland gehaald, zoals de Haflinger en de connemarapony.

## Kenmerken
De stokmaat van de newforestpony ligt tussen de 120 en 148 cm. Vanaf 1,48 tot 1,59,6 is het een E pony, alles daarboven is een paard.
Newforestpony's zijn onder andere te herkennen aan een droge lichaamsbouw en hard beenwerk, de duidelijk afgetekende spieren en dieptes van het lichaam van de pony's. Voor zowel Nederland als België geldt: goede wedstrijdpaarden hebben aflopende schouders, een mooie ronde, niet te zware hals, een breed voorhoofd en vriendelijke ogen. De benen moeten stevig zijn en van de zijkant gezien heeft de pony de vorm van een rechthoek. Er wordt ook op de botten en op de hoeven gelet. De kleinere pony's hebben vaak de beste verhoudingen.
Newforestpony's zijn vaak bruin of vos van kleur, of schimmel, maar vele kleuren zijn mogelijk, met uitzondering van bont.

## Fokkerij in Nederland en België
Het Nederlands New Forest Pony Stamboek is een gesloten stamboek. Dat wil zeggen dat er geen kruisingen worden ingeschreven. Er zijn keuringen voor dekhengsten en voor jonge hengsten. Voor de merries zijn er jaarlijks zes regionale en één landelijke keuring. Er bestaan predicaten, die worden uitgegeven: sterpaard, preferent en prestatie. Prestatie: pony, dekhengst, fokhengst en fokmerrie. Veulens met minimaal vijfentwintig procent newforestbloed kunnen worden opgenomen in het wedstrijdregister.
Het Belgian New Forest Pony Studbook bevat zo'n 500 inschrijvingen van rasechte newforestpony's. Er is jaarlijks een grote merriekeuring en een gefaseerde hengstenkeuring.

## Wedstrijden

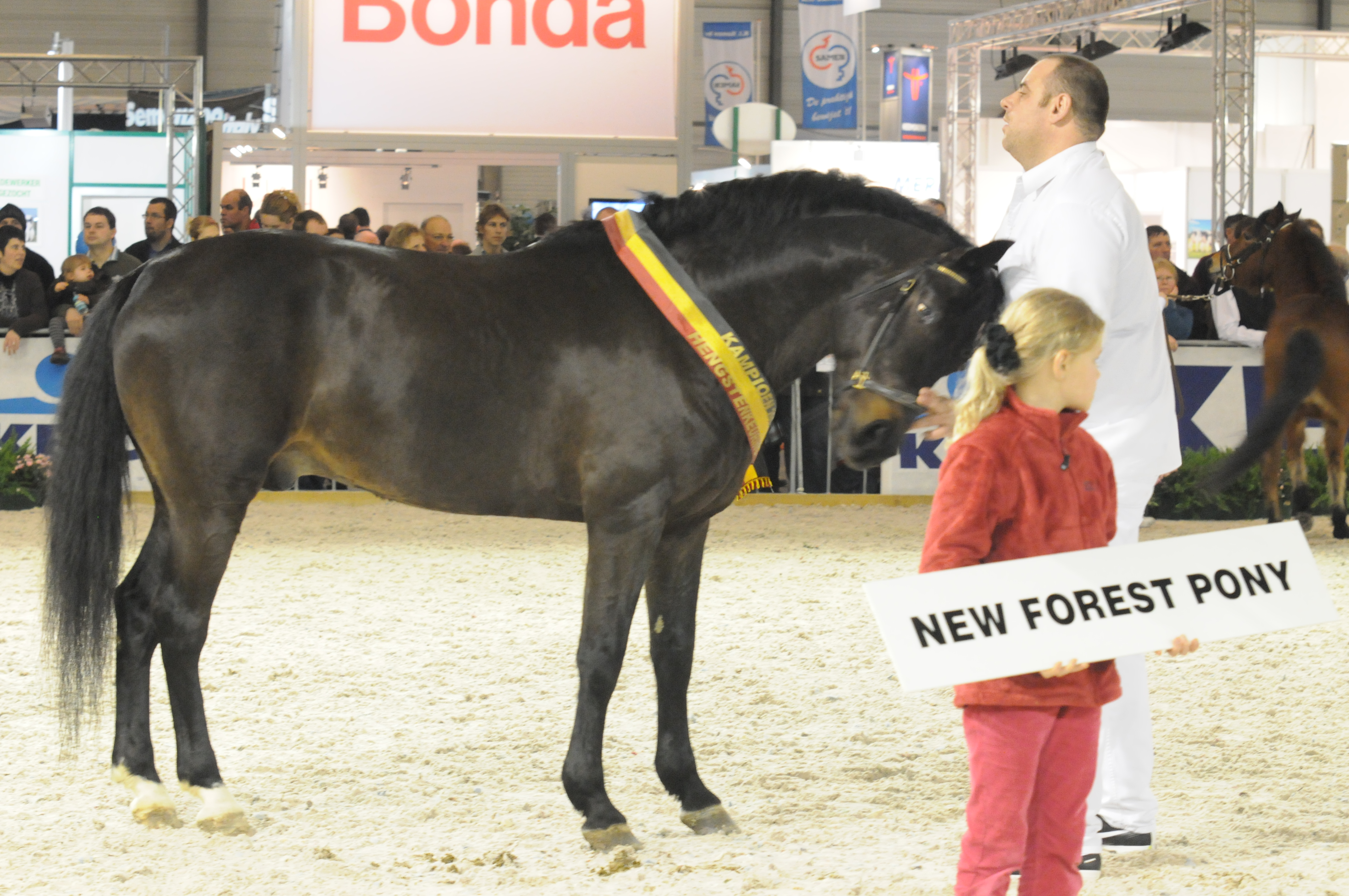
Newforestpony tijdens land- en tuinbouwbeurs Agriflanders

Newforestpony's worden voor wedstrijden soms ingedeeld in de klassen A en B. De pony's met een stokmaat van minder dan 138 cm behoren tot de klasse A. Daarboven behoren ze tot de klasse B.